# ويندي ديفيس
ويندي ديفيس (بالإنجليزية: Wendy Davis)‏ هي ممثلة أمريكية، ولدت في 30 يونيو 1966 في الولايات المتحدة.

## أعمال

### مسلسلات
- إن سي آي إس
- تشريح غراي
- فضيحة[4]
- كاسل

## وصلات خارجية
- ويندي ديفيس على موقع IMDb (الإنجليزية)
- ويندي ديفيس على موقع ألو سيني (الفرنسية)
- ويندي ديفيس على موقع إن إن دي بي (الإنجليزية)
- ويندي ديفيس على موقع قاعدة بيانات الفيلم (الإنجليزية)
- ويندي ديفيس على موقع كينوبويسك (الروسية)